# Yasuhiro Yamashita
Yasuhiro Yamashita (Japans: 山下泰裕) (Yamato, (Kumamoto), 1 juni 1957) is een voormalig Japans judoka. Hij won de gouden medaille op de Olympische Zomerspelen 1984 en werd vier keer wereldkampioen.
Op 17 juni 1985 beëindigde hij zijn loopbaan als sporter. Hij werkt momenteel als adviseur voor onder andere Tokai-Universiteit, de Internationale Judofederatie en de All Japan Judofederatie. Op 9 oktober 1984 ontving hij de nationale ereprijs van Japan.
1964: Anton Geesink (NED) ·
1972: Wim Ruska (NED) ·
1976: Haruki Uemura (JPN) ·
1980: Dietmar Lorenz (DDR) ·
1984: Yasuhiro Yamashita (JPN)
- Biblioteca Nacional de España: XX1262931
- Bibliothèque nationale de France: cb12478844b (data)
- CiNii: DA00752527
- International Standard Name Identifier: 0000 0000 8148 6938
- Library of Congress Control Number: n80054416
- Nationale Bibliotheek van Letland: 000097254
- Bibliotheek van het Japanse parlement: 00144385
- Système universitaire de documentation: 033987645
- Virtual International Authority File: 69030974
- WorldCat: E39PBJgd8KcTmf63p9PCRBV9jC